# سوتون وتشيم (دائرة انتخابية في المملكة المتحدة)
سوتون وتشيم (بالإنجليزية: Sutton and Cheam)‏ هي إحدى الدوائر الانتخابية في المملكة المتحدة الممثلة في مجلس العموم في برلمان المملكة المتحدة.
عضو البرلمان الذي يمثلها حالياً هو :Mr Paul Burstow (LD).